# Polykemi AB
Polykemi AB är ett svenskt familjeföretag i Ystad. Det grundades 1968 av Hugo Jönsson (1930–2013) för att producera plastråvaror.
Produktionen i Ystad omfattar ett antal extruderlinjer med blandning i smält form av plastråvaror som polypropen med additiv och förstärkningsmedel som olika mineraler. Färdiga granulat av termoplaster säljs framför allt till formsprutare, vilka levererar detaljer i plast som instrumentbrädor och stötfångare till främst fordonsindustrin. 
Polykemi har sedan 2008 också en fabrik i Kunshan i provinsen Jiangsu i Kina. År 1997 lämnade Hugo Jönsson över ledningen till sina båda söner Ola Hugoson och Lars Hugosson.